# Eugène Chaîne
Eugène Chaîne   (Charleville-Mézières, 1819 - París, 1882) fou un violinista i compositor francès.
Deixeble del Conservatori de París, va obtenir el 1840 el primer premi de violí, i fou professor en aquell centre d'ensenyament (1875).
Com a compositor deixà Concerts per a violí, amb acompanyament d'orquestra.